# José de Sajonia-Coburgo y Braganza
José de Sajonia-Coburgo-Gotha y Braganza (en alemán: Joseph von Sachsen-Coburg und Gotha und Braganza; Río de Janeiro, 21 de mayo de 1869 - Wiener Neustadt, 13 de agosto de 1888), fue un príncipe de Sajonia-Coburgo y Gotha. Murió joven y  soltero en Austria, víctima de neumonía.

## Infancia
José era el tercer hijo del príncipe Luis Augusto de Sajonia-Coburgo-Gotha y su esposa Leopoldina, la cual era princesa de Brasil. Sus dos hermanos mayores eran Pedro Augusto y Augusto Leopoldo. Por su madre, el príncipe es por tanto, nieto del emperador Pedro II de Brasil y de su esposa, la princesa Teresa Cristina de Borbón-Dos Sicilias, mientras que su padre, era nieto del príncipe Augusto de Sajonia-Coburgo-Gotha y su esposa, la princesa Clementina de Orleans.
Poco después de su nacimiento, su familia vivía en Austria y solo venía a Brasil para el nacimiento de sus hijos, ya que ello les garantizaba derechos de sucesión, ya que su abuelo no tenía hijos varones sobrevivientes y su tía la princesa Isabel aún no lograba tener hijos de su matrimonio con Gastón de Orleans, por lo tanto los hijos de Leopoldina eran vistos como los futuros herederos al trono brasileño. Cuando José tenía menos de un año, la familia volvió a Austria y ahí nacería su último hermano Luis Gastón, pocos meses después su madre murió víctima de fiebre tifoidea con 23 años, José tenía dos años.
Tras la muerte de su madre, se celebra un consejo de familia para decidir sobre el futuro de sus hijos huérfanos. De acuerdo con los deseos de sus abuelos brasileños, mientras los dos mayores, Pedro y Augusto, se instalaron en marzo de 1872 en Río de Janeiro, siendo hechos príncipes de Brasil y presuntos herederos a la corona (hasta 1875), los dos hijos menores, José y Luis, vivieron con su padre Augusto, que eligió quedarse en Austria. Ambos hermanos serían criados por su padre y en sus ausencias por viaje, por su abuela materna Clementina, la cual se encarga de su educación y se preocupa por ellos.
Poco se sabe de la vida de José desde entonces. No tiene mucho contactó con dos hermanos mayores, a excepción de la correspondencia. El 20 de octubre de 1881, en la iglesia del pueblo de Ebenthal, realiza su primera comunión bajo los auspicios de su abuela. 

## Muerte prematura
José estudió posteriormente en la escuela militar de Wiener Neustadt como oficial cadete. En mayo de 1888, en Viena, el emperador Francisco José I de Austria y la emperatriz Isabel, más conocida como Sissi, inauguran un monumento en honor de la emperatriz María Teresa. Bajo la mirada de su abuela Clementina, llena de orgullo, el joven desfila con sus compañeros. 
Tres meses después, al regresar de maniobras militares, José contrajo una neumonía considerada lo suficientemente grave como para requerir la administración de los últimos ritos. En el hospital de la escuela militar, recibe la visita de su abuela, con quien habla de sus futuras cacerías en Schladming. Su condición parece estar mejorando, pero en la noche del 13 de agosto, sufre un ataque de asfixia que repentinamente lo abruma causándole la muerte. Sus compañeros acompañan su féretro hasta la estación para trasladarlo a la ciudad de Coburgo para su entierro.
Su muerte afectó mucho a su familia, en especial a su padre el cual cae en una depresión de la cual y con ayuda de su madre, apenas puede salir. Un año después de su muerte se abolió la monarquía en Brasil.

## Título
- Su Alteza Real el príncipe José de Sajonia-Coburgo y Gotha, duque de Sajonia.

- Datos: Q10309382
- Multimedia: Prince Joseph Ferdinand of Saxe-Coburg and Gotha / Q10309382